# Montigny, Sarthe

Montigny este o comună în departamentul Sarthe, Franța. În 2009 avea o populație de 42 de locuitori.